# Formosania
Formosania es un género de peces de la familia de los Balitoridae en el orden de los Cypriniformes.

## Especies
Las especies de este género son:
- Formosania chenyiyui
- Formosania davidi
- Formosania fascicauda
- Formosania fasciolata
- Formosania galericula
- Formosania lacustre
- Formosania paucisquama
- Formosania stigmata
- Formosania tinkhami